# دهه ۱۷۶۰ (میلادی)

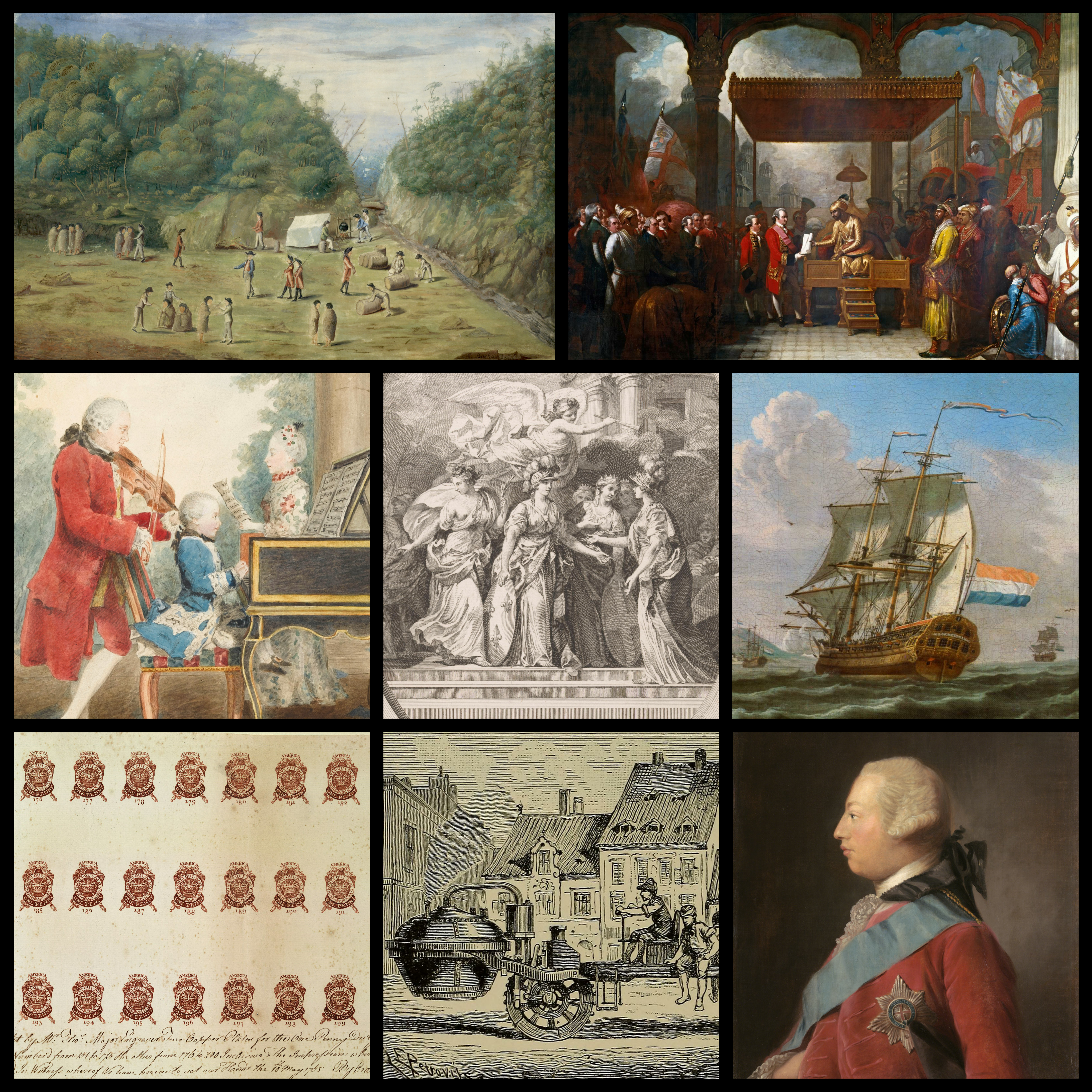
مونتاژی از وقایع قابل توجه در دهه 1760

دهه ۱۷۶۰ (میلادی) صد و هفتاد و ششمین دهه تقویم میلادی است.

## درگذشتگان
‎